# Emmerich von Thurn und Taxis
Emmerich von Thurn-Taxis (Praga, 12 aprile 1820 – Bad Gleichenberg, 28 luglio 1900) è stato un nobile, generale e politico boemo.

## Biografia
Membro del ramo boemo della nobile famiglia dei Thurn und Taxis, Emmerich nacque a Praga, figlio secondogenito del principe Karl von Thurn und Taxis (1792–1844), grande proprietario terriero, e di sua moglie Isabela von Eltz (1795–1859), figlia dell'eminente diplomatico conte Emmerich von Eltz (1765–1844). Da parte di madre, era imparentato con le famiglie ceche degli Šlik e dei Chotk.
Prestò servizio nell'esercito imperiale austriaco dal 1838, distinguendosi nella repressione delle rivoluzioni del 1848-1849, dapprima in Italia e poi in Ungheria, dove rimase gravemente ferito. Promosso al rango di maggiore, ricevette per il valore dimostrato le insegne di cavaliere dell'Ordine di Leopoldo. Nel 1859 raggiunse il grado di maggiore generale e prestò servizio per un breve periodo come insegnante militare, divenendo poi comandante della piazzaforte di Bratislava. Nel 1866 venne promosso feldmaresciallo e si ritirò dal servizio attivo nel 1869.
Negli anni 1875–1892, ricoprì la carica di ciambellano alla corte imperiale. L'imperatore gli concesse nel 1875 il grado di generale di cavalleria e nel 1877 venne nominato membro a vita della Camera dei Signori d'Austria. Fu inoltre membro del consiglio privato dell'imperatore Francesco Giuseppe. Nel 1878 ottenne le insegne del Toson d'oro, la massima onorificenza imperiale.
Nel 1850 sposò la contessa Maria Lucia Wickenburg (1832–1851), figlia del ministro del commercio Matthias Wickenburg. Il matrimonio si concluse con la morte prematura della sposa meno di un anno dopo, lasciandolo senza figli.
Morì a Bad Gleichenberg il 28 luglio del 1900.

## Albero genealogico
|                                          |                              |                                                     | Genitori                                             |  |  | Nonni |  |  | Bisnonni                                 |  |  | Trisnonni                            |  |
|                                          |                              |                                                     |                                                      |  |  |       |  |  | Alessandro Ferdinando di Thurn und Taxis |  |  | Anselmo Francesco di Thurn und Taxis |  |
|                                          |                              |                                                     |                                                      |  |  |       |  |  | Alessandro Ferdinando di Thurn und Taxis |  |  | Anselmo Francesco di Thurn und Taxis |  |
|                                          |                              | Maria Ludovika Anna Franziska von Lobkowicz         |                                                      |  |  |       |  |  | Alessandro Ferdinando di Thurn und Taxis |  |  |                                      |  |
| Massimiliano Giuseppe di Thurn und Taxis |                              |                                                     |                                                      |  |  |       |  |  | Alessandro Ferdinando di Thurn und Taxis |  |  |                                      |  |
|                                          |                              | Maria Enrichetta Giuseppa di Furstenberg-Stühlingen | Giuseppe Guglielmo Ernesto di Fürstenberg-Stühlingen |  |  |       |  |  |                                          |  |  |                                      |  |
|                                          |                              | Maria Enrichetta Giuseppa di Furstenberg-Stühlingen | Giuseppe Guglielmo Ernesto di Fürstenberg-Stühlingen |  |  |       |  |  |                                          |  |  |                                      |  |
|                                          |                              | Maria Enrichetta Giuseppa di Furstenberg-Stühlingen | Marie Anne von Waldstein                             |  |  |       |  |  |                                          |  |  |                                      |  |
| Karl Anselm von Thurn und Taxis          |                              | Maria Enrichetta Giuseppa di Furstenberg-Stühlingen |                                                      |  |  |       |  |  |                                          |  |  |                                      |  |
|                                          |                              | Anton von Lobkowicz                                 | Georg Christian von Lobkowicz                        |  |  |       |  |  |                                          |  |  |                                      |  |
|                                          |                              | Anton von Lobkowicz                                 | Georg Christian von Lobkowicz                        |  |  |       |  |  |                                          |  |  |                                      |  |
|                                          |                              | Anton von Lobkowicz                                 | Henriette Caroline von Waldstein                     |  |  |       |  |  |                                          |  |  |                                      |  |
| Eleonore von Lobkowicz                   |                              | Anton von Lobkowicz                                 |                                                      |  |  |       |  |  |                                          |  |  |                                      |  |
|                                          |                              | Ludmilla Czernin von und zu Chudenitz               | Franz Joseph Czernin von und zu Chudenitz            |  |  |       |  |  |                                          |  |  |                                      |  |
|                                          |                              | Ludmilla Czernin von und zu Chudenitz               | Franz Joseph Czernin von und zu Chudenitz            |  |  |       |  |  |                                          |  |  |                                      |  |
|                                          |                              | Ludmilla Czernin von und zu Chudenitz               | Isabelle von Merode                                  |  |  |       |  |  |                                          |  |  |                                      |  |
| Emmerich von Thurn und Taxis             |                              | Ludmilla Czernin von und zu Chudenitz               |                                                      |  |  |       |  |  |                                          |  |  |                                      |  |
|                                          | Hugo Philipp von und zu Eltz | Anselm Casimir von und zu Eltz                      |                                                      |  |  |       |  |  |                                          |  |  |                                      |  |
|                                          | Hugo Philipp von und zu Eltz | Anselm Casimir von und zu Eltz                      |                                                      |  |  |       |  |  |                                          |  |  |                                      |  |
|                                          | Hugo Philipp von und zu Eltz | Maria Eva Johanna Faust von Stromberg               |                                                      |  |  |       |  |  |                                          |  |  |                                      |  |
| Emmerich von und zu Eltz                 | Hugo Philipp von und zu Eltz |                                                     |                                                      |  |  |       |  |  |                                          |  |  |                                      |  |
|                                          |                              | Maria Sophia von Boos zu Waldeck und Montfort       | Carl Joseph Philipp von Boos zu Waldeck und Montfort |  |  |       |  |  |                                          |  |  |                                      |  |
|                                          |                              | Maria Sophia von Boos zu Waldeck und Montfort       | Carl Joseph Philipp von Boos zu Waldeck und Montfort |  |  |       |  |  |                                          |  |  |                                      |  |
|                                          |                              | Maria Sophia von Boos zu Waldeck und Montfort       | Marie Sophie Theresia von Greiffenclau zu Vollrads   |  |  |       |  |  |                                          |  |  |                                      |  |
| Isabelle von und zu Eltz                 |                              | Maria Sophia von Boos zu Waldeck und Montfort       |                                                      |  |  |       |  |  |                                          |  |  |                                      |  |
|                                          |                              | Franz de Paula Gundaker von Colloredo-Mansfeld      | Rudolph Joseph von Colloredo-Waldsee                 |  |  |       |  |  |                                          |  |  |                                      |  |
|                                          |                              | Franz de Paula Gundaker von Colloredo-Mansfeld      | Rudolph Joseph von Colloredo-Waldsee                 |  |  |       |  |  |                                          |  |  |                                      |  |
|                                          |                              | Franz de Paula Gundaker von Colloredo-Mansfeld      | Maria Gabriella von Starhemberg                      |  |  |       |  |  |                                          |  |  |                                      |  |
| Marie Henriette von Colloredo-Mansfeld   |                              | Franz de Paula Gundaker von Colloredo-Mansfeld      |                                                      |  |  |       |  |  |                                          |  |  |                                      |  |
|                                          |                              | Maria Isabella von Mansfeld                         | Heinrich Franz von Mansfeld                          |  |  |       |  |  |                                          |  |  |                                      |  |
|                                          |                              | Maria Isabella von Mansfeld                         | Heinrich Franz von Mansfeld                          |  |  |       |  |  |                                          |  |  |                                      |  |
|                                          |                              | Maria Isabella von Mansfeld                         | Marie Anne Czernin von und zu Chudenitz              |  |  |       |  |  |                                          |  |  |                                      |  |
|                                          |                              | Maria Isabella von Mansfeld                         |                                                      |  |  |       |  |  |                                          |  |  |                                      |  |